# توده‌کوه آناپورنا
توده‌کوه آناپورنا (به انگلیسی: Annapurna Massif) یک توده کوهستانی در رشته کوه هیمالیا در قسمت مرکزی شمال نپال است که شامل یک قله بالای ۸۰۰۰ متر و سیزده قله بالای ۷۰۰۰ متر و شانزده قله بالای ۶۰۰۰ متر می‌باشد. این توده ۵۵ کیلومتر طول دارد و در غرب به وسیله دره کالی گانداکی و در شمال و شرق به وسیلهٔ رودخانه مارشیاندگی و در جنوب به وسیلهٔ دره پوخارا محدود شده‌است. در منتهی‌الیه غربی این توده سنگی به یک حوضه آبگیر مرتفع به نام پناهگاه آناپورنا منتهی می‌شود. آناپورنا ۱ دهمین قله مرتفع دنیا با ۸۰۹۱ متر ارتفاع بالای سطح دریا می‌باشد. همه این توده سنگی و محدوده اطراف آن به وسیلهٔ منطقه حفاظت شده آناپورنا که وسعت آن ۷۶۲۹ کیلومتر مربع می‌باشد حفاظت می‌شود که اولین و بزرگترین محدوده حفاظت شده در نپال می‌باشد. این منطقه حفاظت شده دارای چندین مسیر کوله گردی در کلاس جهانی از جمله مدار آناپورنا می‌باشد.
به لحاظ تاریخی قله‌های آناپورنا در بین خطرناکترین کوه‌ها برای صعود هستند اگر چه اخیراً با لحاظ آمارهای بعد از سال ۱۹۹۰ قله کانگچنجونگا دارای آمار مرگ و میر بیشتری است. تا مارس ۲۰۱۲، ۱۹۱ صعود موفق به قله آناپورنای یک و ۶۱ نفر تلفات ثبت شده‌است. این درصد تلفات ۳۲٪ بالاترین در میان قله‌های بالای هشت هزار متر می‌باشد. به‌طور مشخص صعود از جبهه جنوبی توسط برخی از سخت‌ترین مسیرهای صعود قلمداد شده‌است. در اکتبر ۲۰۱۴ ۴۳ نفر در نتیجه کولاک برف و بهمن‌های حوالی آناپورنا کشته شدند که بدترین حادثه برای مسیرهای کوله گردی نپال در طول تاریخ بود.
آناپورنا یک اسم سانسکریت به معنای تحت‌الفظی پر از غذا می‌باشد، اما معمولاً به الهه برداشت ترجمه می‌شود. بر طبق گفته‌های دودوت پاتانیک اسطوره‌شناس هندی آناپورنادوی الهه جهانی و بی زمان آشپزخانه است، مادری که غذا می‌دهد و بدون او قحطیست، یک ترس جهانی. این آناپورنا را یک الهه جهانی می‌کند… محبوبترین مقبره او در بنارس و در ساحل رود گنگ واقع شده‌است. انجمن او با اهدای غذا او را با گذشت زمان به لاکشمی، الهه ثروت تبدیل کردند.

## جغرافیا
توده‌کوه آناپورنا دارای ۶ قله مستقل با ارتفاع بالاتر از ۷۲۰۰ متر است:
| آناپورنا ۱     | ۸٬۰۹۱ متر | ۱۰مین کوه بلند دنیا؛ ارتفاع نسبی=۲٬۹۸۴متر  | ۲۸°۳۵′۴۲″شمالی ۸۳°۴۹′۰۸″شرقی / ۲۸٫۵۹۵°شمالی ۸۳٫۸۱۹°شرقی |
| آناپورنا ۲     | ۷٬۹۳۷ متر | ۱۶مین کوه بلند دنیا؛ ارتفاع نسبی=۲٬۴۳۷ متر | ۲۸°۳۲′۲۰″شمالی ۸۴°۰۸′۱۳″شرقی / ۲۸٫۵۳۹°شمالی ۸۴٫۱۳۷°شرقی |
| آناپورنا ۳     | ۷٬۵۵۵ متر | ۴۲مین کوه بلند دنیا؛ ارتفاع نسبی=۷۰۳ متر   | ۲۸°۳۵′۰۶″شمالی ۸۴°۰۰′۰۰″شرقی / ۲۸٫۵۸۵°شمالی ۸۴٫۰۰۰°شرقی |
| آناپورنا ۴     | ۷٬۵۲۵ متر |                                            | ۲۸°۳۲′۲۰″شمالی ۸۴°۰۵′۱۳″شرقی / ۲۸٫۵۳۹°شمالی ۸۴٫۰۸۷°شرقی |
| گانگاپورنا     | ۷٬۴۵۵ متر | ۵۹مین کوه بلند دنیا؛ ارتفاع نسبی=۵۶۳ متر   | ۲۸°۳۶′۲۲″شمالی ۸۳°۵۷′۵۴″شرقی / ۲۸٫۶۰۶°شمالی ۸۳٫۹۶۵°شرقی |
| آناپورنا جنوبی | ۷٬۲۱۹ متر | ۱۰۱مین کوه بلند دنیا؛ ارتفاع نسبی=۷۷۵ متر  | ۲۸°۳۱′۰۵″شمالی ۸۳°۴۸′۲۲″شرقی / ۲۸٫۵۱۸°شمالی ۸۳٫۸۰۶°شرقی |

## نگارخانه

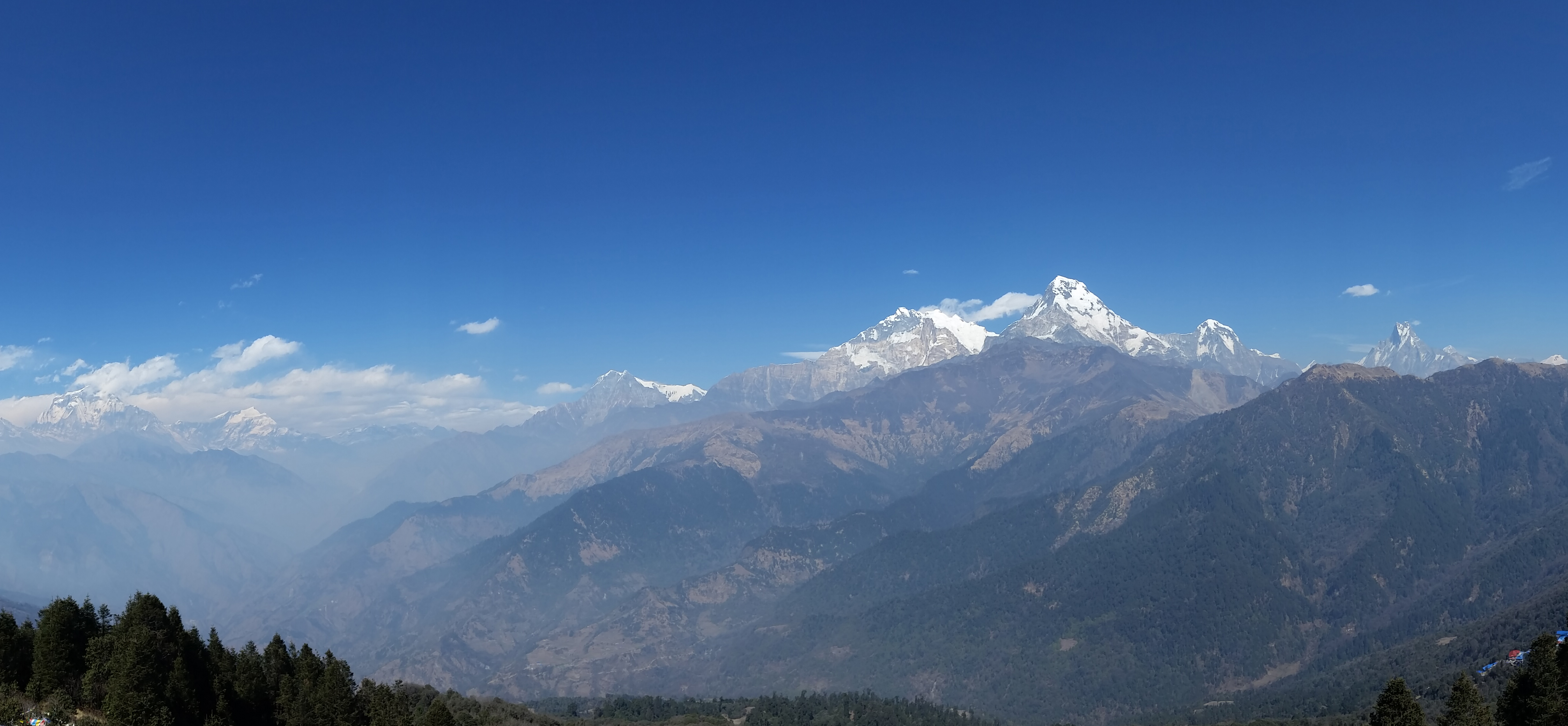
توده آناپورنا، از تپه پون دیده می شود
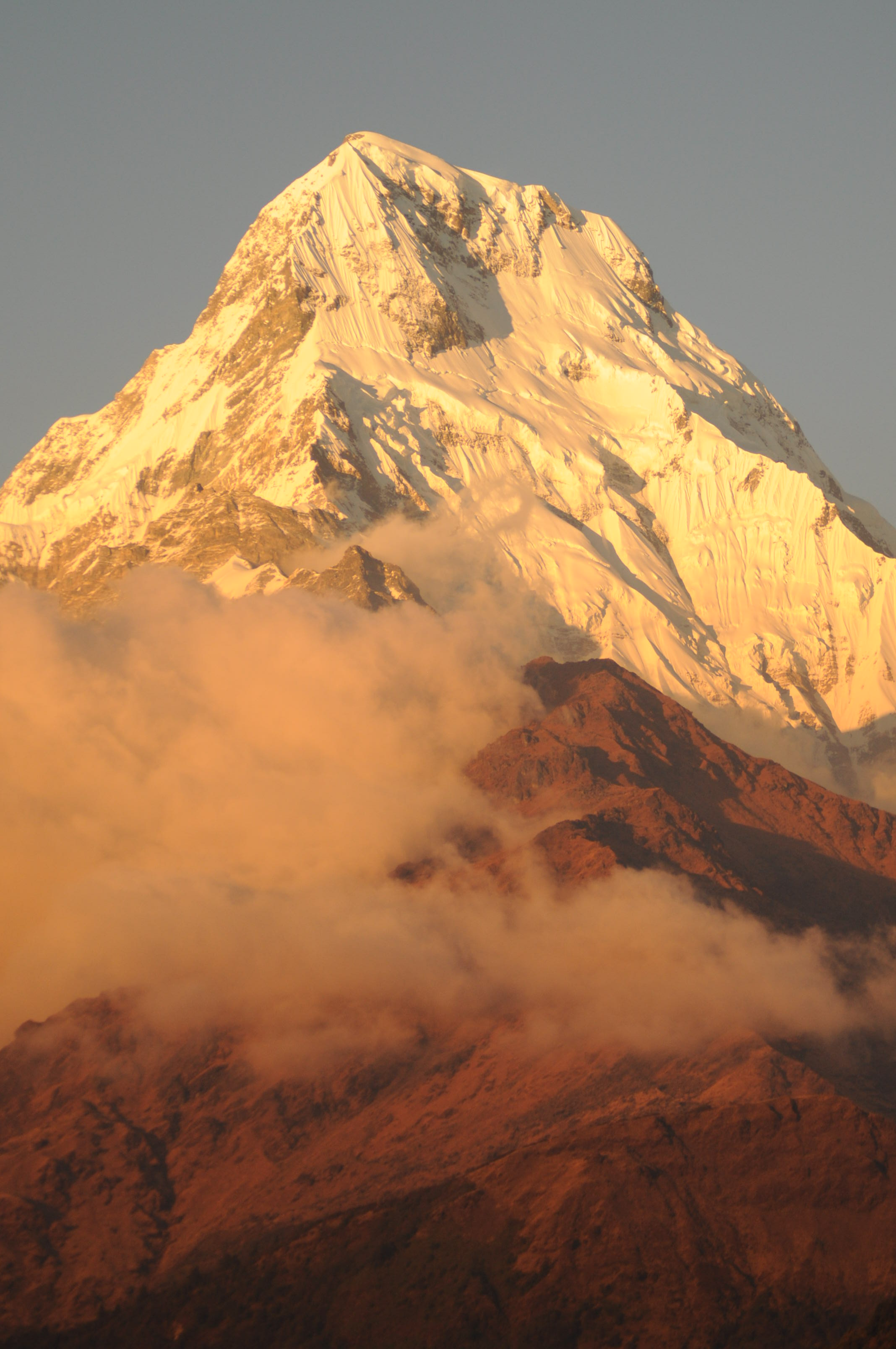
جبهه جنوبی آناپورنا جنوبی
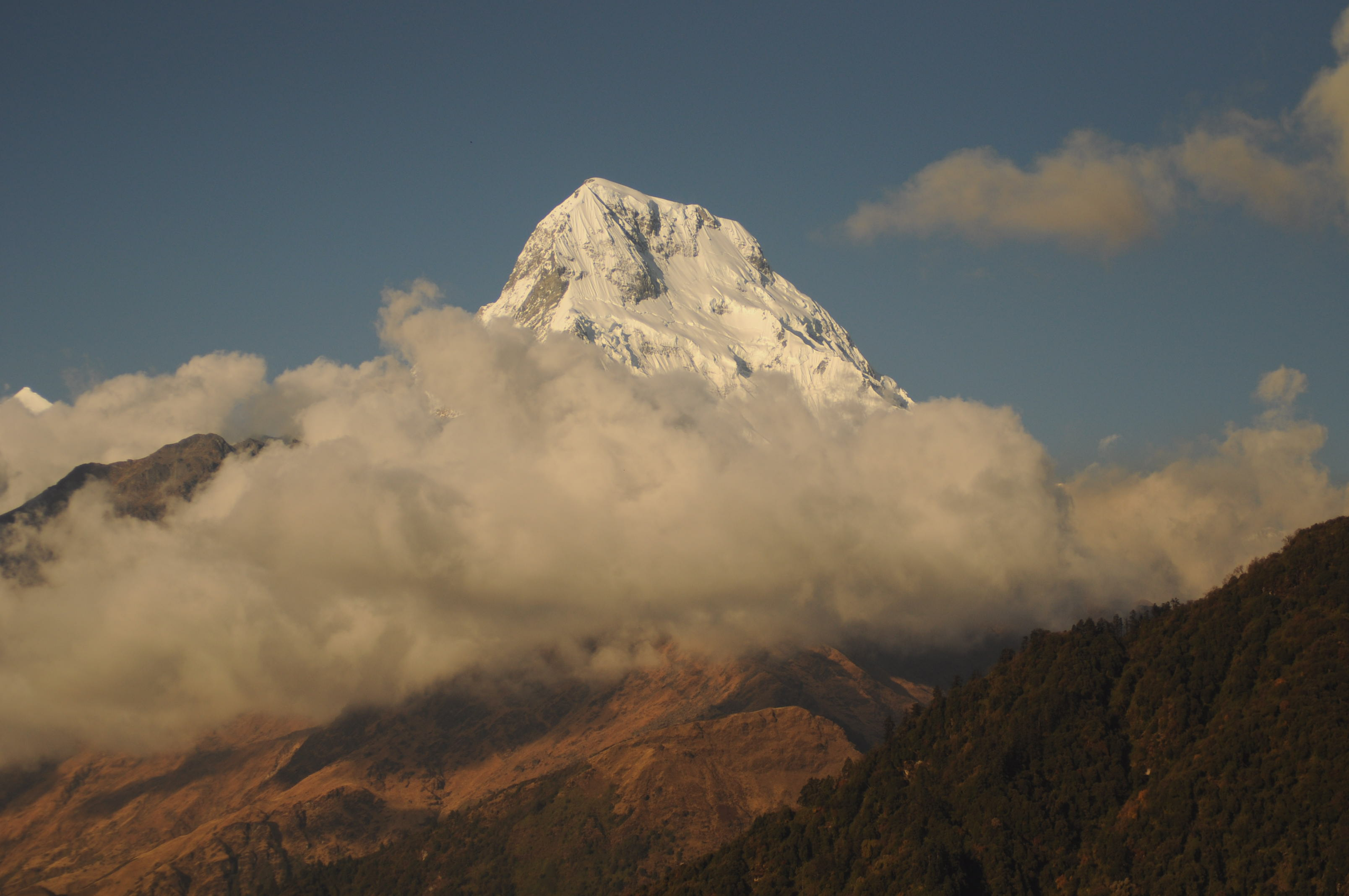
جبهه جنوبی آناپورنا جنوبی
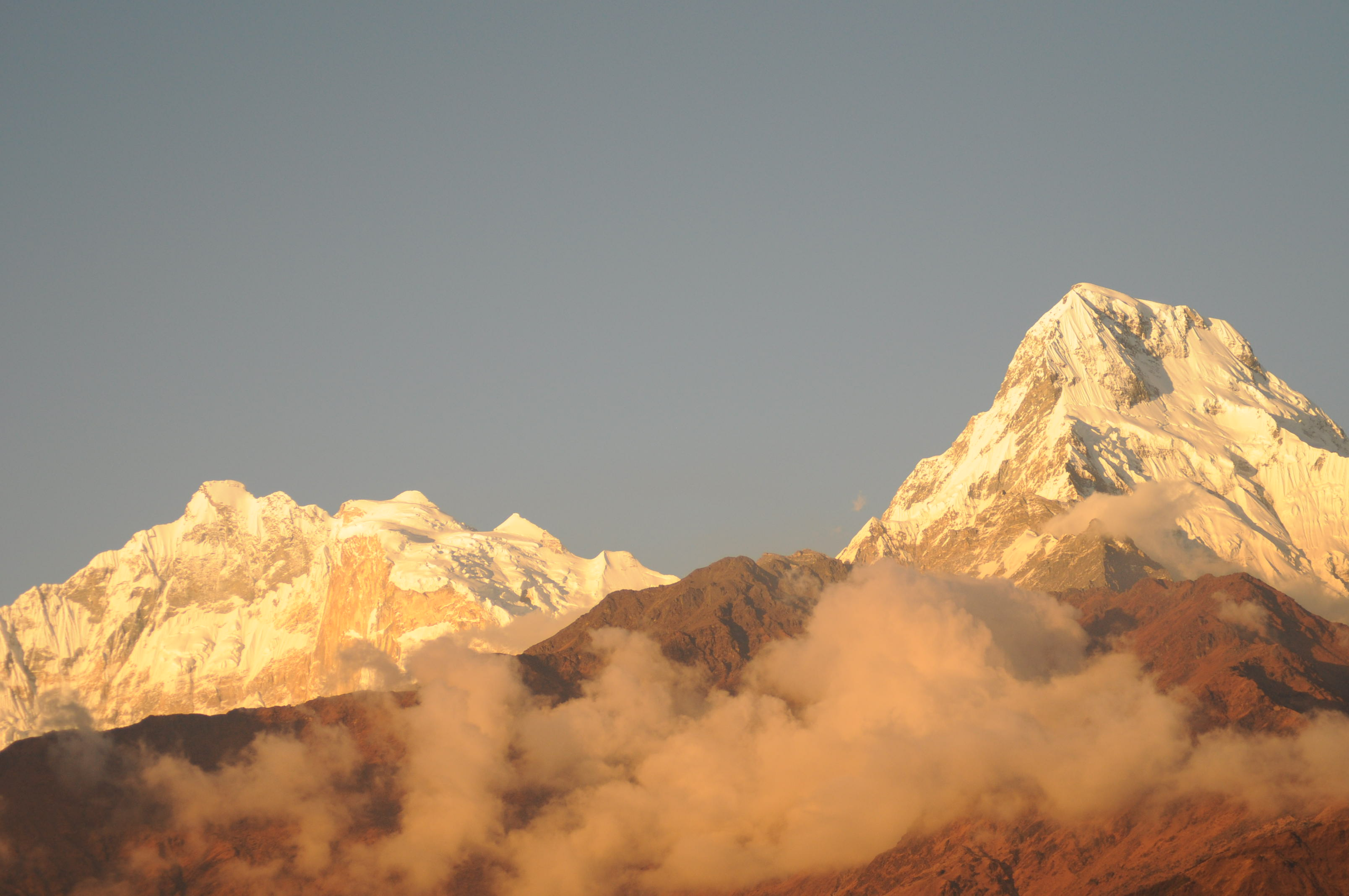
جبهه جنوبی آناپورنا جنوبی: آناپورنا I (8091 متر) به صورت بالای گرد در سمت چپ مرکز قابل مشاهده است.
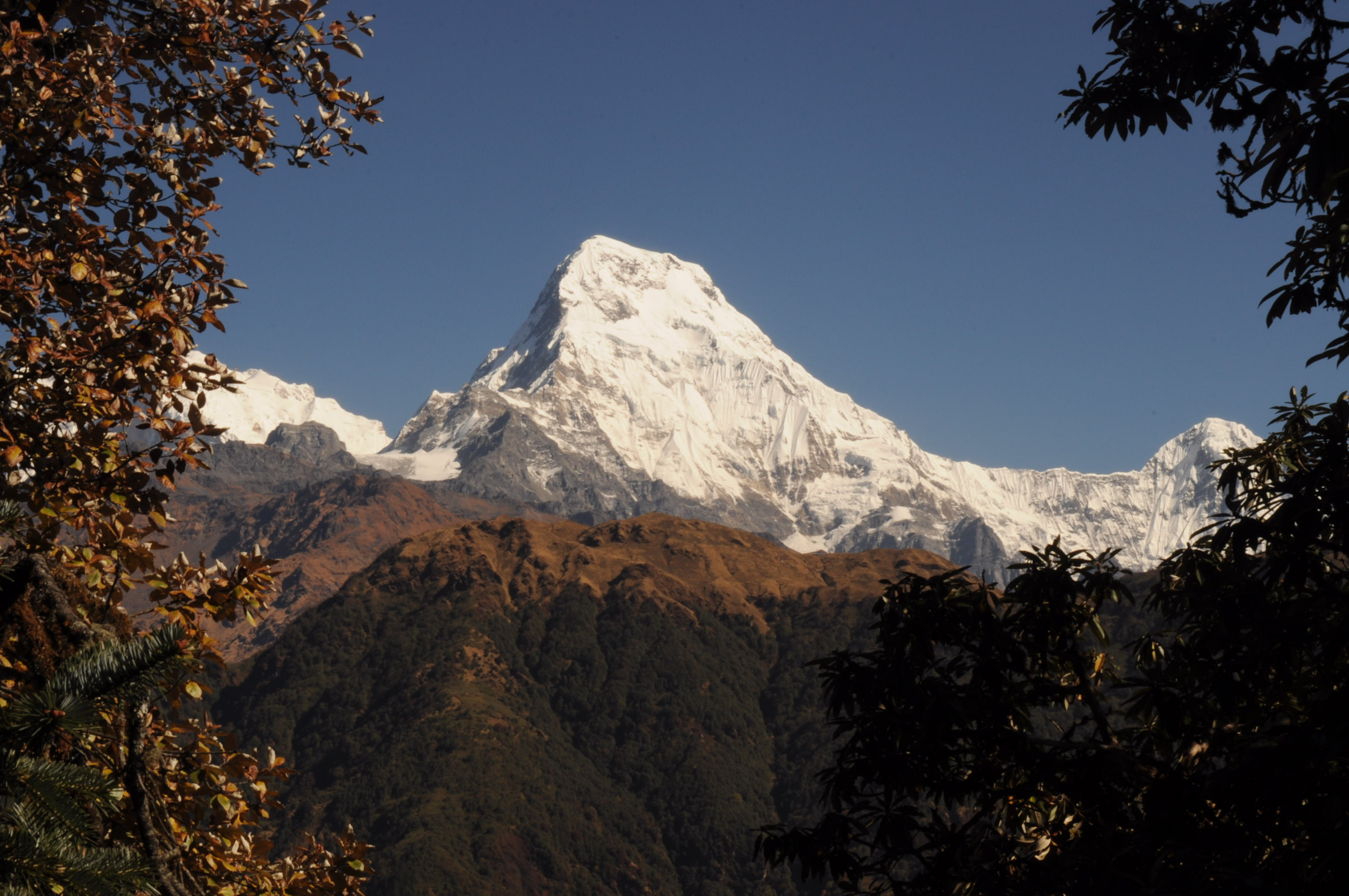
جبهه جنوبی آناپورنا جنوبی
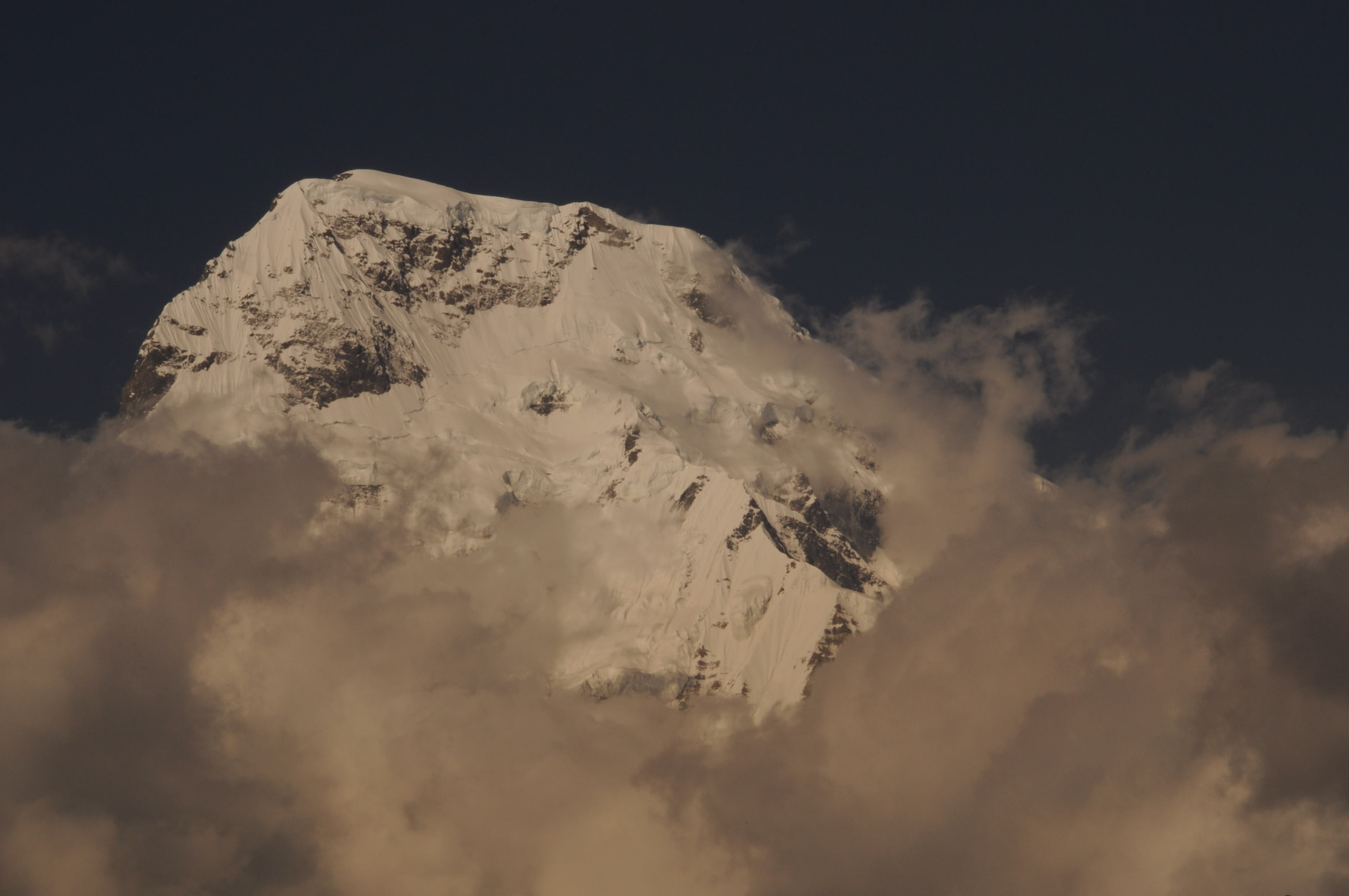
جبهه جنوبی آناپورنا جنوبی
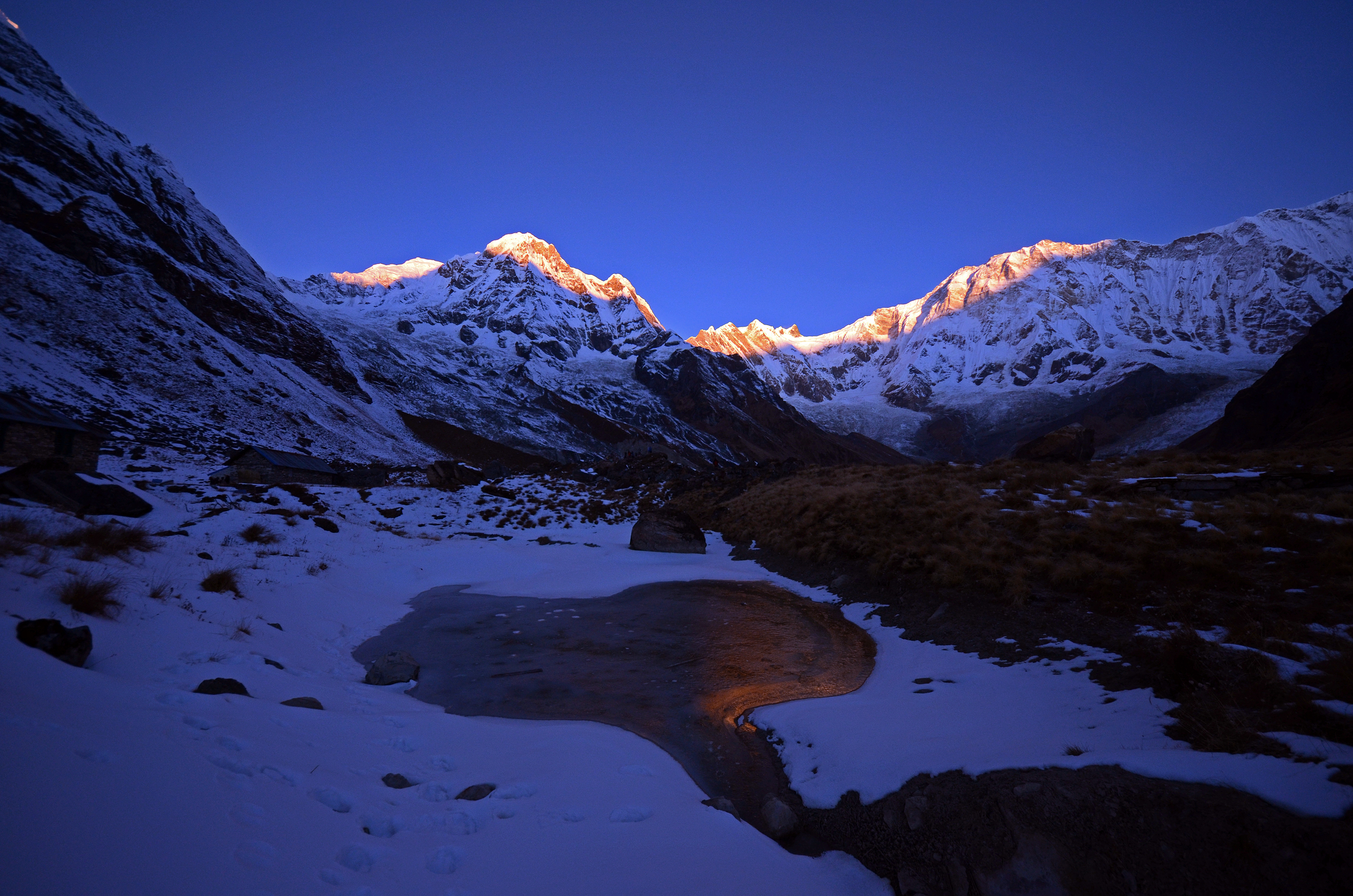
نمای صبحگاهی آناپورنا I جبهه جنوبی از کمپ اصلی آناپورنا
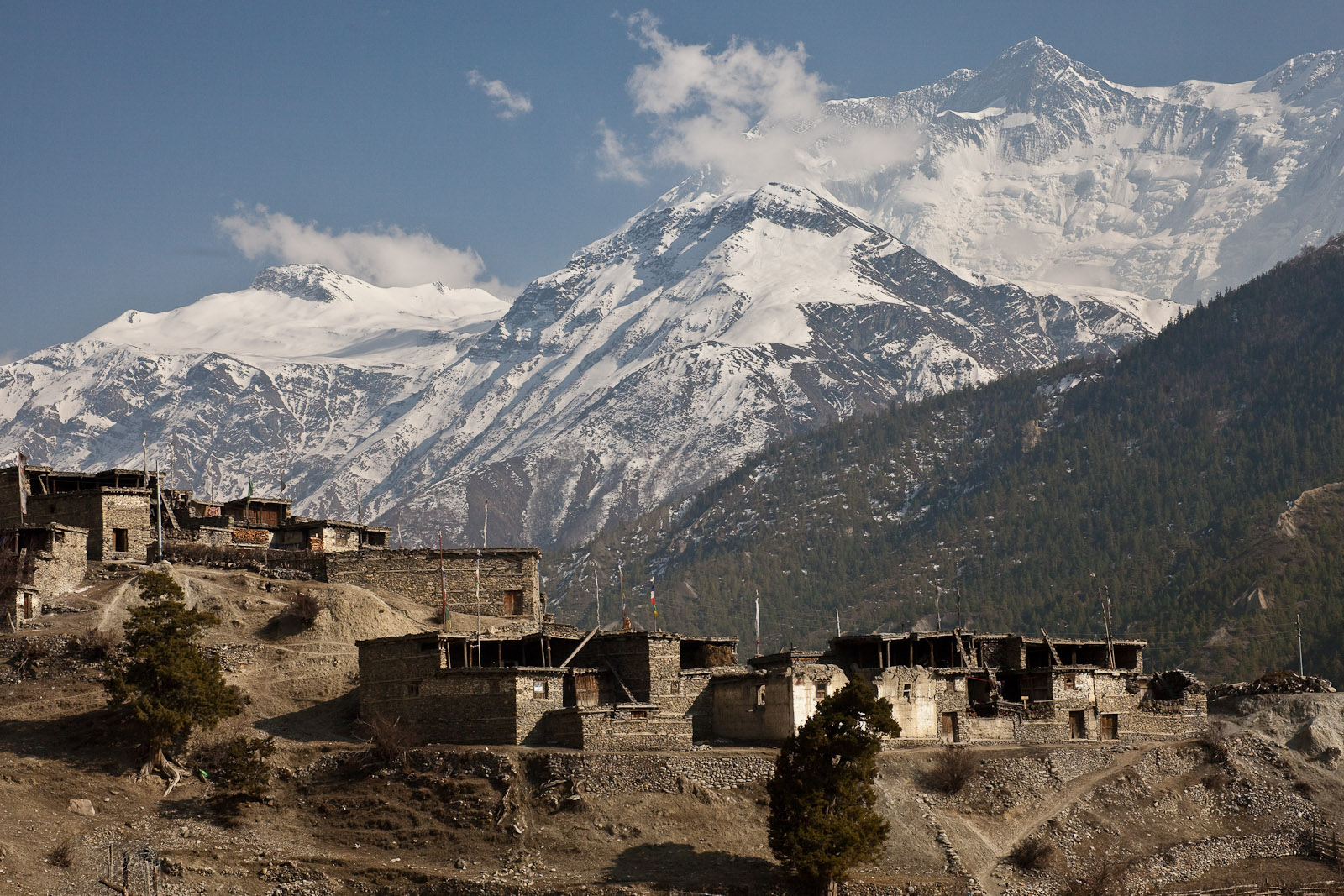
براگا، آناپورنا2
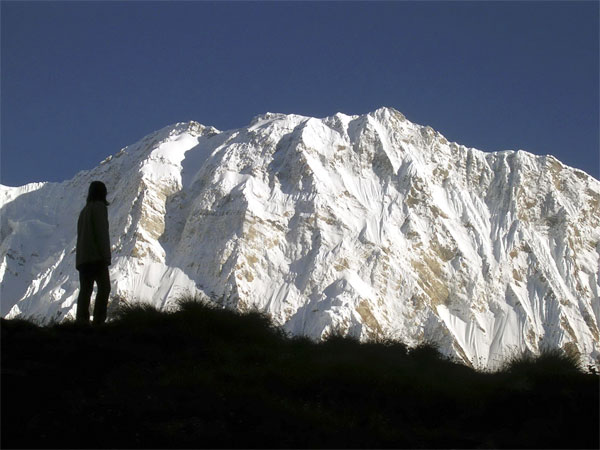
جبهه جنوبی آناپورنا
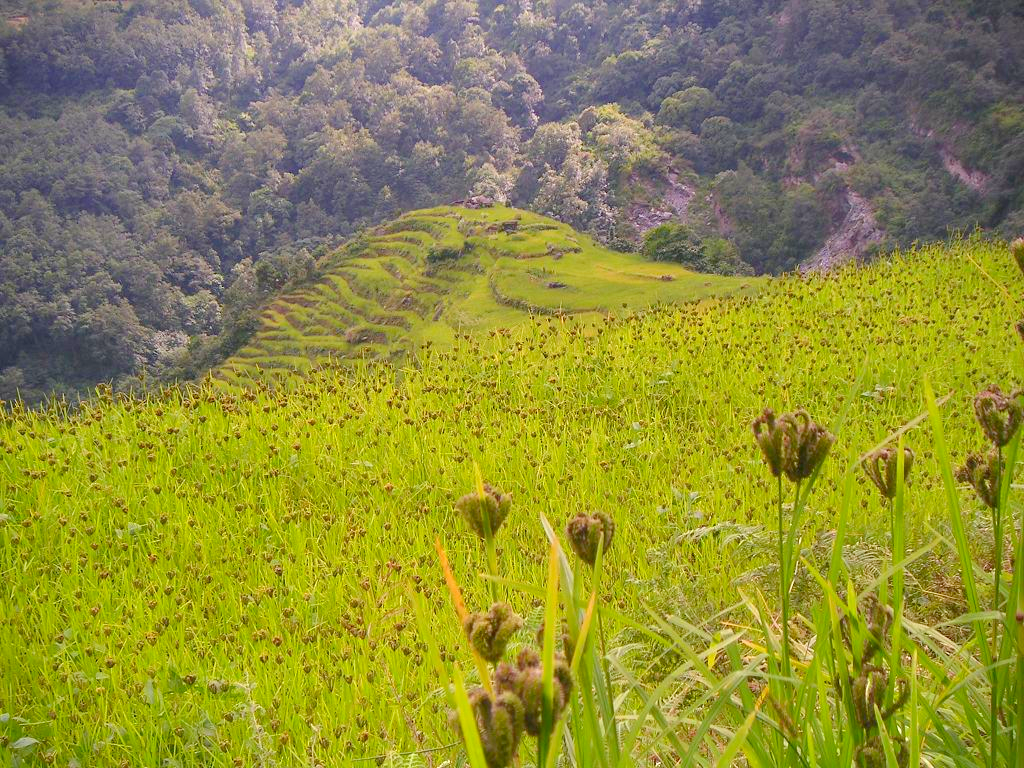
ارزن مزارع در منطقه آناپورنا نقش عمده ای در کشاورزی محلی دارند.
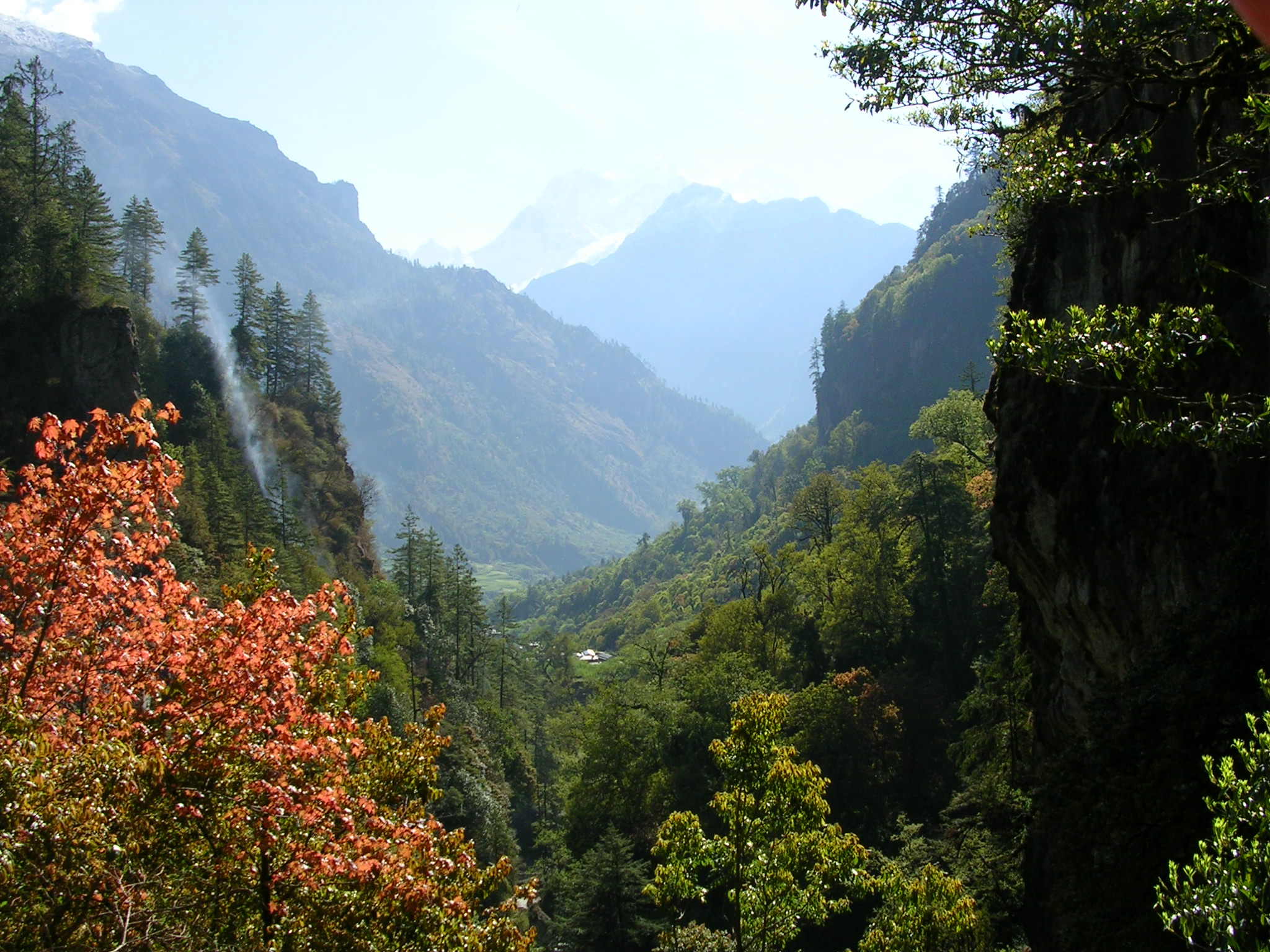
دره مارسیانگدی
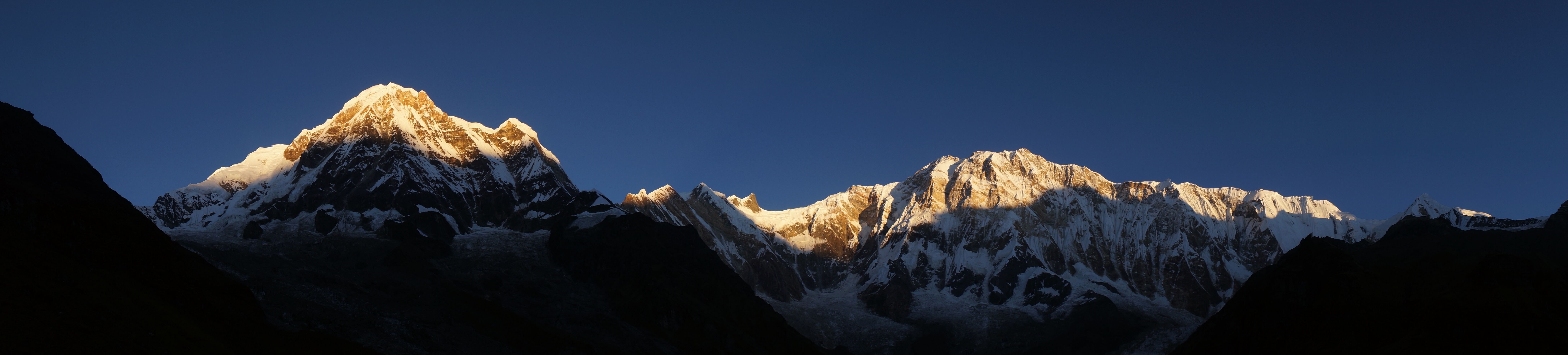
نمایی پانوراما از آناپورنا جنوبی و آناپورنا I از کمپ اصلی آناپورنا.